# 말괄량이 삐삐 (소설)
《말괄량이 삐삐》(원제: 삐삐 롱스타킹, 스웨덴어: Pippi Långstrump)는 아스트리드 린드그렌의 아동 소설로, 1945년에 잉그리드 니이만의 삽화와 함께 출판사 라벤&셰그렌에 의해 출판되었다. 번역물은 일반적으로 새로운 삽화와 함께 40개 이상의 언어로 출판되었다.
최초의 영어 번역물은 루이스 글랜즈만의 삽화와 함께 미국의 출판사 바이킹 프레스에 의해 1950년 후반에 출판되었다.
2002년 노르웨이 노벨 연구소는 54개국에서 온 100명의 작가를 대상으로 한 설문조사를 바탕으로 이 소설을 "세계 100대 문학 작품" 중 하나로 선정했다. 설문에 참여한 저자 중에는 밀란 쿤테라, 도리스 레싱, 셰이머스 히니, 살만 루슈디, 월레 소잉카, 네이딘 고디머, 카를로스 푸엔테스 등이 있었다.

## 시리즈
1945년에서 1948년 사이에 세 권의 삐삐 장편 책이 출판되었고, 그 후 몇 년 동안 세 권의 단편 소설이 출판되었다. 또한 원작의 챕터북에서 발췌한 삽화를 그림책으로 출간하였다.

### 소설
- 내 이름은 삐삐 롱스타킹 Pippi Långstrump (1945년), 잉그리드 니이만 그림
- 꼬마 백만장자 삐삐 Pippi Långstrump går ombord (1946년), 잉그리드 니이만 그림
- 삐삐는 어른이 되기 싫어 Pippi Långstrump i Söderhavet (1948년), 잉그리드 니이만 그림

## 각색화
영화와 TV 드라마, 애니메이션으로 제작되었으며, 특히 1969년에 스웨덴의 "Sveriges Radio TV"에서 방송된 TV 드라마 시리즈에는 잉거 닐슨이 주인공 삐삐역으로 출연하였다. 괴력을 지닌 말괄량이 소녀 삐삐 롱스타킹과 이웃집에 사는 토미와 아니카를 중심으로 벌어지는 에피소드가 주된 내용이다.

### 각색 작품
- 삐삐 롱스타킹 (1949), 스웨덴 영화, 감독: 퍼 건벌
- 삐삐 롱스타킹 (1969), 스웨덴 TV 시리즈, 감독: 올 헬봄
  - 또한 이것은 미국 배급을 위해 장편 영화로 편집된다. 삐삐 롱스타킹 (1973), 삐삐 롱스타킹이 온다 (1975)
- 타카투카 섬의 삐삐 (1970), 스웨덴 영화, 감독: 올 헬봄
- 통제 불능의 삐삐 (1970), 스웨덴 영화, 감독: 올 헬봄
- 삐삐 롱스타킹 (1973), 미국 개봉을 위해 1969년 TV 시리즈로부터 편집된 장편 영화 버전, 감독: 올 헬봄
- 존재하지 않는 도시에서의 모험 (1974)
- 삐삐 롱스타킹이 온다 (1975), 미국 개봉을 위해 1969년 TV 시리즈로부터 편집된 장편 영화 버전, 감독: 올 헬봄
- 삐삐 롱스타킹 (1982), 러시아 영화, 마가리타 미카엘랸 감독
- 삐삐 롱스타킹의 새로운 모험 (1988), 미국-스웨덴 합작 영화, 켄 아나킨 감독
- 삐삐 롱스타킹 (1997), 스웨덴-독일-캐나다 합작 애니메이션, 클리브 A. 스미스, 마이클 샤크, 빌 기지 감독
- 빠삐 롱스타킹 (1998), 스웨덴-독일-캐나다 합작 애니메이션 TV 시리즈, 폴 시키비 감독
  - 타카투카 섬의 삐삐 (1998)를 위해 일부(세 개의 에피소드)도 공동 편집되었다.

올 헬봄의 작품에서는 잉거 닐슨이 삐삐를 연기한다.

## 등장 인물

### 삐삐 롱스타킹
세상에서 가장 강한 소녀. 그녀는 심지어 말 릴라 구벤을 들어올릴 수도 있다.

### 토미와 아니카 세테르그렌
남매 관계로 삐삐의 이웃이자 가장 친한 친구이다. 삐삐와 달리 순종적이고 깔끔하다. 그들은 부모의 만족과 자신의 것, 그리고 삐삐의 뜻 사이에서 균형을 찾으려고 노력한다.

### 닐슨씨
책에서는 긴꼬리원숭이속이지만 영화에서는 다람쥐원숭이이다. 이름에도 불구하고 삐삐의 원숭이는 인간화되지 않았고, 다소 특이한 애완 동물이다. 영화에 나오는 다람쥐원숭이는 스톡홀름의 한 가족에게서 빌린 것이다.

### 꼬마 아저씨 (릴라 구벤)
삐삐의 말. 그는 삐삐의 부엌에 살고 설탕을 좋아한다. 특징은 호랑이의 변종인 큰 검은 점으로 가득 차 있다는 것이다(삐삐의 "주근깨"처럼). 영화에서의 말의 점은 실제의 점이 아니고 녹화 전에 그려넣어진 것이다. 책에서의 그는 그냥 "말"이라고 불린다. 그는 1969년의 TV 시리즈에서만 그의 별명을 얻었다. 삐삐 역을 맡은 잉거 닐슨은 어느 날 스튜디오에서 말을 쓰다듬으며 "얘, 꼬마 아저씨"라고 말했는데, 올 헬봄 감독과 그의 팀은 훌륭한 이름이라면서 그의 이름으로 결정했다. 그의 원래 이름은 번팅이며 솔나시 승마학교에서 촬영을 위해 임대되었다. 마지막 영화의 촬영 뒤 그는 승마 학교로 되돌아갔고 나중에 발렌투나의 마구간으로 옮겨져 1985년도 쯤에 24살의 나이로 사망했다.

### 프리셀리어스 부인
삐삐를 고아원에 보내고 싶어하는 아동복지사. 쾌활한 삐삐와 끊임없이 충돌한다. 그녀는 시 당국과 주민들과 좋은 관계를 맺고 특히 아이들의 건강에 대해 열정을 보이는 약간의 아는체 하는 사람이다. 그렇지 않으면 그녀는 커피줄을 타고 가십을 이야기하는 것을 좋아한다.

### 던더 칼슨-블롬
삐삐의 금화가 든 더플 백을 노리는 강도. 칼슨은 더 작고 말랐으며 종종 블롬과 함께 운전한다. 블롬은 더 온화하고 종종 몸집이 작다.

### 클링-클랑
두 명의 유능치 못한 경찰관으로 많은 노력에도 불구하고 삐삐를 고아원으로 옮기는 데 성공하지 못한다. 책에는 이름이 없고 영화에서만 이름이 나온다. 클링이 더 길고 클랑이 더 짧다. 클링은 둘 중 다소 똑똑하고 이기적인 사람으로 인식된다.

### 에프라임 롱스타킹
삐삐의 아버지로 호페토세호의 선장이다. 그는 딸을 더 자주 방문하고 싶어 싶지만 시간과 기회가 없다. 그는 보물을 찾아 생계를 유지하고 있으며 거의 삐삐만큼 강하다. 한동안 타바르 제도에 살았던 스웨덴 선원 칼 에밀 페테르손은 삐삐의 아버지의 롤모델로 여겨진다.

### 세테르그렌 부부
토미와 아니카의 부모. 가능한 한 최선을 다해 자녀를 키우려고 하는 동시에 자녀의 다채로운 동반자를 즐기기 위해 최선을 다한다.